# Monster Summer
Monster Summer (anteriormente Boys of Summer) é um filme de terror de aventura americano dirigido por David Henrie a partir de um roteiro de Cornelius Uliano e Bryan Schulz, e estrelado por Mel Gibson, Mason Thames e Lorraine Bracco.
Foi lançado nos Estados Unidos em 4 de outubro de 2024.

## Sinopse
Quando uma força misteriosa começa a perturbar suas férias de verão, Noah e seus amigos se unem a um detetive de polícia aposentado para embarcar em uma aventura épica. Juntos, eles enfrentam desafios e mistérios em uma tentativa de salvar a ilha das ameaças que a assolam.

## Elenco
- Mason Thames
- Mel Gibson
- Lorraine Bracco
- Nora Zehetner
- Kevin James
- Abby James Witherspoon
- Julian Lerner
- Noah Cottrell
- Sofia Espinoza
- Ava Espinal
- Logan Kelly

## Produção
De um roteiro de Cornelius Uliano e Bryan Schulz, ambientado em Martha's Vineyard, sobre um menino que começa a suspeitar que uma entidade misteriosa está perseguindo as crianças locais. A produção é da Nickel City Pictures, Novo Media Group e Pastime Pictures com Mark Fasano e James Henrie produzindo com John Blanford e Dan McDonough. Tobias Weymar, Annie Mahoney, Lorenzo Henrie e Amanda Devine estão atuando como produtores executivos.
Foi anunciado em novembro de 2021 que Gibson e Thames estavam no elenco e que a fotografia principal deveria começar em dezembro de 2021 em Wilmington, Carolina do Norte. Em janeiro de 2022, foi revelado que foram adicionados ao elenco Lorraine Bracco, Nora Zehetner, Julian Lerner, Abby James Witherspoon e Noah Cottrell, enquanto Darren Moorman e Scott Pomeroy foram adicionadas como produtores executivos.
David Henrie descreveu o filme em uma declaração ao TheWrap: "Historicamente, contos de fadas têm utilizado monstros para personificar nossos medos mais profundos, ao mesmo tempo em que empoderam os jovens a superá-los. Em tempos atuais, mais do que nunca, é essencial contar histórias que inspirem coragem diante da adversidade. 'Boys of Summer' é uma narrativa que remete à magia e à nostalgia da infância, enquanto seus protagonistas enfrentam tanto monstros antigos quanto novos."
Enquanto Gibson estava filmando em Southport, Carolina do Norte, ele foi premiado com as chaves da cidade pelo prefeito que declarou 16 de dezembro como "Dia de Mel Gibson". Foi relatado que Kevin James e Patrick Renna também estavam na área participando das filmagens. Em maio de 2024, a Variety relatou que o título do filme havia mudado de Boys of Summer para Monster Summer.

## Lançamento
Foi lançado nos Estados Unidos em 4 de outubro de 2024.

## Recepção
No site agregador de críticas Rotten Tomatoes, 59% das 29 avaliações dos críticos são positivas.
O Metacritic, que usa uma média ponderada, atribuiu ao filme uma pontuação de 53 em 100, baseado em 4 críticos, indicando críticas "mistas ou médias".
Em sua crítica na Variety, Dennis Harvey disse que "é um filme divertido que fica no lado certo do 'inócuo', sendo agradavelmente estereotipado em vez de simplesmente insosso." No RogerEbert.com, Clint Worthington avaliou 3,5 de 4 estrelas dizendo que "ele não vai exatamente prender você, mas pode encantar você o suficiente para os escassos 90 minutos de atenção que ele requer."